# Cape Otway
Cape Otway är en udde i Australien. Den ligger i delstaten Victoria, omkring 170 kilometer sydväst om delstatshuvudstaden Melbourne.
Trakten är glest befolkad. Närmaste större samhälle är Apollo Bay, omkring 18 kilometer nordost om Cape Otway.